# Germán Leguía y Martínez
Germán Leguía y Martínez, (Lambayeque, 30 de abril de 1861 - Lima, 21 de noviembre de 1928) fue un escritor, historiador, poeta, abogado, pedagogo, diplomático, magistrado y político peruano. Discípulo de Manuel González Prada, empezó escribiendo poesía romántica, para luego orientarse hacia el derecho y la historia, donde dio sus mejores frutos (escribió una Historia de Arequipa y la Historia del protectorado). Como político, llegó a ser ministro de Relaciones Exteriores (1911-1912), así como primer ministro y ministro de Gobierno y Policía (1919-1922), durante los gobiernos de su primo-hermano, el presidente Augusto B. Leguía. Fue apodado «El Tigre», por su intransigencia en la defensa de sus principios y la energía que puso en sus actos, en comparación con el político francés Georges Clemenceau. Se opuso a la política reeleccionista del presidente Leguía y fue desterrado. Retornó en 1927, gravemente enfermo, y falleció poco después.

## Poeta, docente y abogado
Fue el hijo mayor del matrimonio de Germán Leguía Haro y María Matilde Martínez Boullón. Primo hermano del presidente Augusto B. Leguía, que era hijo de Nicanor Leguía Haro, su tío.
Se trasladó a Cajamarca, donde estudió en el Colegio Nacional San Ramón, titulándose de profesor en 1875. Junto con su amigo, el poeta Pedro Centurión, redactó el periódico La Juventud (1877) en el que dio a luz sus primeros trabajos literarios. Luego, ambos editaron otro diario, La Locomotora (1878), donde iniciaron una campaña contra los abusos de los hacendados y sus ligazones políticas, por lo que fueron amenazados de muerte. Durante un violento incidente, su amigo Centurión fue herido de un balazo y rematado a palos, por lo que Leguía tuvo que huir de Cajamarca, salvándose de milagro de una muerte segura.
Trasladado a Lima, ingresó a la Universidad Nacional Mayor de San Marcos. El estallido de la guerra con Chile activó su patriotismo que volcó en unos versos titulados «Canto a mi patria», que leyó el 30 de julio de 1879 durante una velada que se ofreció en el salón de actos de la universidad y en las que se anunciaba proféticamente que se quemaría «hasta el último cartucho» en defensa de la patria.
Formó parte de la legación peruana enviada al Ecuador en 1880 para contrarrestar el accionar de la diplomacia chilena que buscaba que el país del norte se involucrara en la guerra contra el Perú. Culminada esta misión con éxito, regresó al Perú y se reunió en Piura con sus padres, con los que retornó a Lambayeque al finalizar la guerra en 1883. En ese mismo año fundó el Instituto Lambayeque, colegio de educación secundaria que subsistió hasta 1887. Editó la revista El Fénix, vocero del club liberal Fraternidad y Progreso (1887-1892). Fue miembro del Club Literario presidido por Manuel González Prada, opuesto al círculo oficialista encabezado por Ricardo Palma, y cuya preocupación era la crítica política y social.
En 1888 retomó su trabajo en la cancillería y simultáneamente prosiguió sus estudios en la Universidad de San Marcos, donde se graduó de bachiller en Jurisprudencia en 1890 y se recibió como abogado el 22 de septiembre de 1893, iniciando de inmediato el ejercicio de su profesión. Como educador, fundó el Liceo Internacional para estudiantes de los niveles básicos y publicó una serie de textos escolares de Gramática.

## Diputado y diplomático
En 1895 fue elegido diputado por Lambayeque, función que desempeñó hasta 1900 y en la que destacó como elocuente opositor al gobierno constitucional de Nicolás de Piérola. Fue nombrado delegado de su cámara ante la Junta Electoral Nacional y formó parte de la comisión de Constitución. Se destacó especialmente en los debates sobre la creación del Estanco de la Sal y el Código de Justicia Militar.
En 1902 aparece figurando en la primera junta directiva del Partido Liberal, cuyo presidente era Augusto Durand.
Fue también prefecto de Piura (1905-1907); vocal de la Corte Superior de Arequipa (1908); vicerrector de la Universidad Nacional de San Agustín de la misma ciudad; presidente del Ateneo de Arequipa; vocal de la Corte Superior de Lima (1909) y vocal de la Corte Suprema (1912).
En 1910 fue enviado al Ecuador como ministro plenipotenciario, y le tocó afrontar la oposición de aquel país al laudo del rey de España, que oficiaba como árbitro de la disputa limítrofe peruano-ecuatoriana, que estuvo a punto de desembocar en conflicto bélico.

## Ministro de Relaciones Exteriores (1911-1912)
Finalizada su misión diplomática en el Ecuador, fue nombrado ministro de Relaciones Exteriores, en el primer gobierno de Augusto B. Leguía. Juramentó dicho cargo el 23 de enero de 1911 y se mantuvo hasta el final del gobierno, el 24 de septiembre de 1912. El 30 de marzo de 1911 firmó con el ministro plenipotenciario boliviano Severo Fernández Alonso un protocolo que puso fin a las dificultades surgidas con Bolivia con motivo de la ejecución del tratado de límites firmado en 1909 y que había conllevado incluso a un enfrentamiento armado en el Guayabal.

## Premier y ministro de Gobierno (1919-1922)
Tras el golpe de Estado que llevó nuevamente al poder a Augusto B. Leguía, ocupó los cargos de ministro de Gobierno y presidente del Consejo de Ministros (6 de diciembre de 1919). Conformaban su gabinete Melitón F. Porras (Relaciones Exteriores), Alberto Salomón (Justicia e Instrucción), Fernando Fuchs (Hacienda), Salvador Olivares (Fomento), Gerardo Álvarez (Guerra) y Juan Manuel Ontaneda (Marina). También se encargó interinamente del ministerio de Relaciones Exteriores, en dos oportunidades: la primera, a raíz de la renuncia del canciller Melitón F. Porras Osores (1920), y la segunda, por ausencia del titular Alberto Salomón (1921).
Durante su gestión ministerial, se encargó de fortalecer el autoritarismo del gobierno, para cuyo fin desató una implacable política de persecución contra todos los adversarios del régimen, ya fueran reales o supuestos. Por la energía y rudeza que imprimió a sus actos, así como a la defensa intransigente de sus principios, fue apodado «El Tigre». Desacató los mandatos judiciales, expropió el diario La Prensa, pisoteó el fuero parlamentario, persiguió, encarceló y exilió a los adversarios del régimen, habilitó la isla de San Lorenzo como prisión política. 

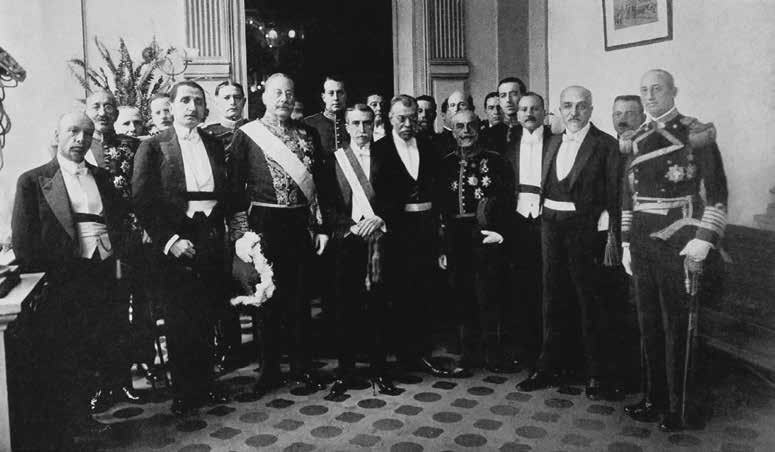
Recepción al presidente Augusto B. Leguía y sus ministros en la embajada española en Lima, durante las fiestas del Centenario. Germán Leguía y Martínez está muy al costado del presidente, que lleva la banda presidencial bicolor.

Por un decreto del 27 de mayo de 1920, ordenó la expulsión de los extranjeros considerados perniciosos para la sociedad, sin respetar las garantías individuales y respaldándose solo en el bienestar público. Esta medida fue saludada con alborozo por la ciudadanía, pero originó un conflicto entre el Poder Ejecutivo y el Poder Judicial, este último presidido entonces por Carlos Eráusquin, que consideró arbitraria esa decisión y dispuso que la Corte Suprema amparara los recursos de habeas corpus presentados por los afectados. Germán se limitó a desacatar los fallos judiciales, acusando a la Corte Suprema de usurpar sus funciones. En la Cámara de Diputados, se presentó una moción de censura en su contra, pero se defendió con gran despliegue de dialéctica y obtuvo una moción de confianza.
Fue bajo su gestión ministerial que se celebró con solemne pompa el Centenario de la Independencia del Perú (28 de julio de 1921). Todo hacía presagiar que sería el sucesor de su primo Augusto en la presidencia de la República; se rodeó de colaboradores incondicionales, y ya se hablaba de un partido «germancista», cuando de pronto el presidente hizo saber su propósito de postular a la reelección en las elecciones de 1924, para lo cual ordenó que se hiciera la enmienda constitucional respectiva. Germán Leguía se opuso a ello y en protesta renunció a su cargo ministerial el 7 de octubre de 1922. Se reincorporó a su vocalía en la Corte Suprema. Con elocuentes palabras deploró la reelección presidencial, considerándolo un gravísimo error. También condenó severamente la firma del Tratado Salomón-Lozano con Colombia, y advirtió a quienes se atreviesen a aprobarlo en el Congreso (lo que finalmente ocurriría):

Declaro desde ahora traidores a la Patria a quienes con su voto, sancionaren aquel pacto inicuo; y me comprometo a descargar sobre ellos la sanción condigna de su crimen de lesa nacionalidad.

Su tenaz oposición a la reelección presidencial, llevó a que el 15 de diciembre de 1923 fuera apresado junto con sus hijos. Llevado a la isla de San Lorenzo y desterrado a Panamá. La Corte Suprema del Perú protestó contra la deportación de uno de sus miembros. En todo caso, Germán Leguía resultó víctima del régimen represivo que él mismo había ayudado a construir. Por motivos de salud, se le permitió volver al Perú en 1927. Muy enfermo, se recluyó en Magdalena del Mar, donde falleció al año siguiente.

## Obras escritas
- Canto a mi patria (1879).
- La calumnia, drama en cuatro actos y en verso, estrenado en Lambayeque en 1887.
- El manchaypuito (1888), drama basado en una leyenda quechua, en tres actos y en verso.
- Poesías (1893), valoradas en su momento como representativas de la poesía peruana.
- Historia de Arequipa (1912-1914), en dos volúmenes y premiada por el Colegio de Abogados de esa ciudad.
- Diccionario geográfico, histórico y estadístico del departamento de Piura (1914).
- Nuevo diccionario de la legislación peruana (1914-1921), dos volúmenes, en ocho fascículos, proyecto inconcluso pues solo abarca los artículos comprendidos entre «abacería» y «alerce».
- Diccionario de la legislación criminal del Perú (1931).
- Historia del protectorado, es decir, sobre el gobierno de José de San Martín en el Perú, que dejó inédita y que fue publicada en 1971 en siete volúmenes por Alberto Tauro del Pino, con el auspicio de la Comisión Nacional del Sesquicentenario de la Independencia.
- Rus mínima, poema de costumbres (inédito).

## Descendencia
Casado con Francisca Iturregui (hija de Martín Iturregui, prócer de la independencia de Lambayeque), fue padre de Jorge Guillermo Leguía Iturregui (1898-1944), que llegó a ser un destacado historiador y catedrático.